# Relations entre les Palaos et Taïwan
Les relations entre les Palaos et Taïwan désignent les relations internationales s'exerçant entre, d'une part, la république des Palaos, et de l'autre, la république de Chine.
Chacun des deux États est représenté diplomatiquement par une ambassade auprès de l'autre.

## Relations diplomatiques
À partir des années de 1970, les gouvernements de la république de Chine et de la république populaire de Chine incluent dans leurs politiques étrangères la recherche d'alliés diplomatiques auprès de nations du Pacifique, notamment marquée par le recours à la « diplomatie du dollar (en) ». Taïwan établit ainsi des relations diplomatiques avec les Samoa occidentales et les Tonga en 1972, puis avec Nauru, Tuvalu et les Îles Salomon entre la fin des années 1970 et le début des années 1980.
En 1994, les Palaos accèdent à leur indépendance vis-à-vis des États-Unis, mettant fin à la tutelle active après la Seconde Guerre mondiale sur plusieurs anciens territoires de l'empire du Japon. Ils sont par ailleurs la cible d'investissements asiatiques depuis 1974, date de la fin des restrictions américaines sur les investissements étrangers aux Palaos, notamment du fait de la proximité géographique avec le continent asiatique ; le secteur touristique est particulièrement visé depuis le Japon.
Les intérêts taïwanais se manifestent sur ce territoire du Pacifique à trois heures et demi de vol à partir des années 1980. Une délégation taïwanaise de 80 personnes se présente ainsi à la cérémonie d'indépendance des Palaos le 1er octobre 1994. En mars 1995, le président paluan Kuniwo Nakamura accepte une invitation à Taipei, la capitale taïwanaise, où il rencontre notamment le président taïwanais Lee Teng-hui, qui sera suivie quatre mois plus tard par une nouvelle délégation de 27 hommes d'affaires taïwanais aux Palaos. Ces échanges ainsi que le développement du flux touristique depuis Taïwan sont par la suite facilités par l'autorisation de visas aux Taïwanais pour l'entrée sur le territoire paluan, et par la multiplication des vols desservis par la compagnie aérienne Continental Micronesia entre les capitales Taipei et Koror. La compagnie aérienne taïwanaise Far Eastern Air Transport ouvre des vols charter vers les Palos en juin 1995, supplantant à terme Continental Micronesia. En 1996, le nombre de touristes taïwanais se déplaçant aux Palaos dépasse alors la part japonaise, jusque-là majoritaire. Devant ce flux grandissant, des fonds taïwanais sont investis dans la construction de nouveaux hôtels et autres infrastructures pour l'économie paluane.
Ces développement conduisent à l'ouverture d'un consulat honoraire à Taïwan par le président paluan. Néanmoins, le gouvernement paluan ne prend pas de suite officiellement position sur la question de la reconnaissance de la république de Chine ou de la république populaire de Chine, préférant agir avec prudence pour ne pas répéter le précédent voisin des Îles Marshall en 1998. Les Palaos formalisent finalement leurs relations avec Taïwan au rang diplomatique officiel le 30 décembre 1999,.

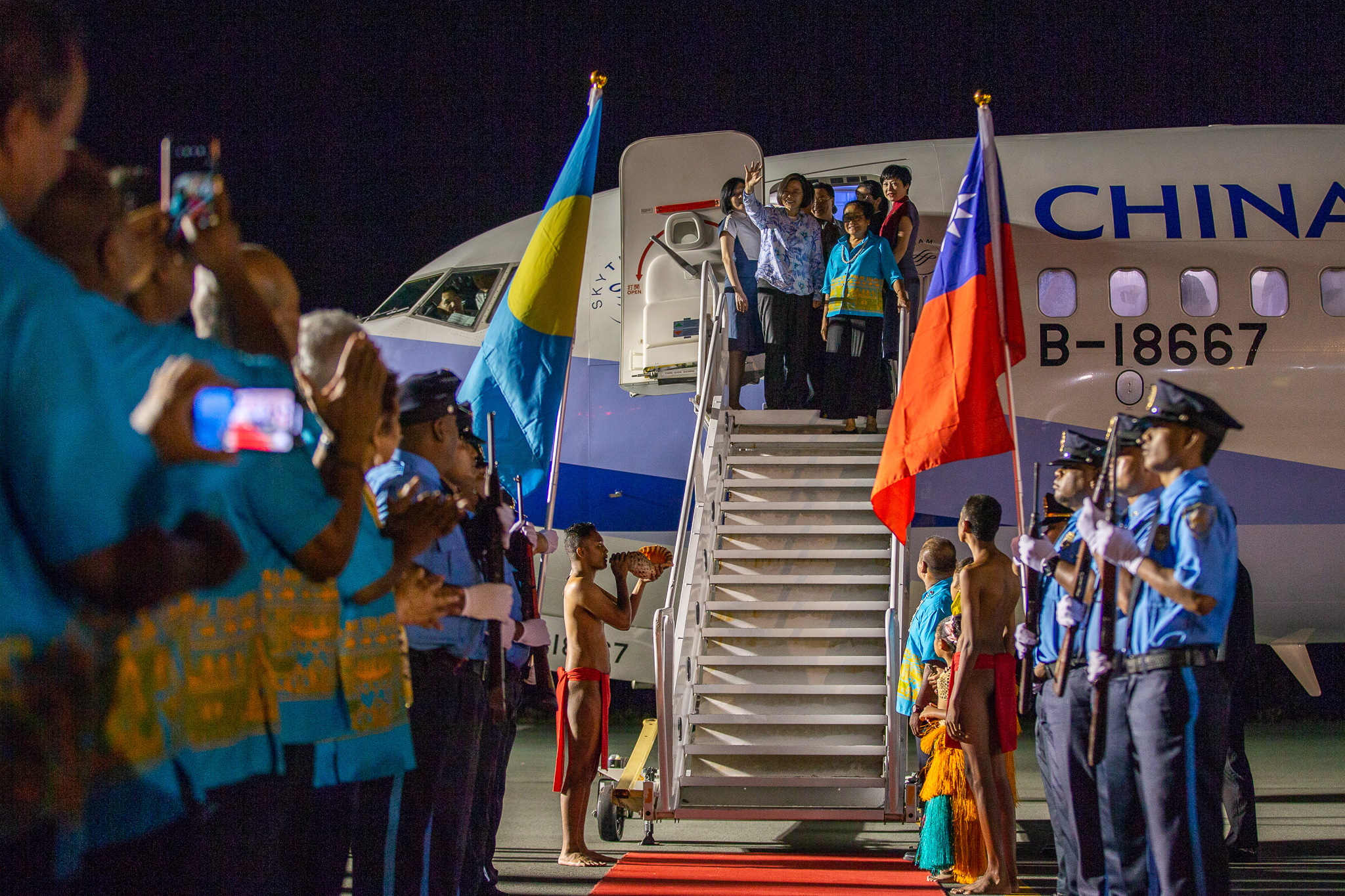
La présidente de la république de Chine Tsai Ing-wen lors d'une visite diplomatique aux Palaos, à son arrivée en 3 2019.